# Карельская Автономная Советская Социалистическая Республика
Каре́льская Автоно́мная Сове́тская Социалисти́ческая Респу́блика (КАССР, фин. Karjalan autonominen sosialistinen neuvostotasavalta, KASNT) — автономная республика в составе РСФСР, существовавшая с 5 декабря 1936 года по 31 марта 1940 и с 16 июля 1956 по 13 ноября 1991 года.
Столица — город Петрозаводск.

## История

### 1936—1940 годы
В ноябре 1936 года был созван XI Всекарельский Чрезвычайный съезд Советов для обсуждения проекта новой Конституций СССР. Съезд начал работу 16 ноября 1936 года и продолжил её в июне 1937 года. С принятием Конституции СССР 1936 года — 5 декабря 1936 года Автономная Карельская Социалистическая Советская Республика была преобразована в Карельскую Автономную ССР (КАССР).
16-17 июня 1937 года XI Всекарельский Чрезвычайный съезд Советов утвердил Конституцию Карельской АССР, на голосование выносилась отдельно каждая статья конституции и зачитывалась отдельно на трёх языках — русском, карельском и финском. Надписи на Гербе и Флаге образованной Карельской АССР были выполнены на русском, карельском и финском языках.
Конституция Карельской АССР устанавливала Верховный Совет Карельской АССР высшим законодательным органом республики.
В апреле 1938 года Кандалакша получила статус города, а в мае 1938 года из состава КАССР был выделен Кандалакшский район и передан в состав Мурманской области.
После советско-финской зимней войны к СССР отошла часть территории Финляндии, в частности большая часть Выборгской губернии и территория общин Салла и Куусамо, которые были присоединены к Карельской Автономной ССР, преобразованной 31 марта 1940 года в Карело-Финскую ССР — союзную республику в составе СССР.

### 1956—1991 годы
16 июля 1956 года Карело-Финская ССР была преобразована в автономную республику в составе РСФСР с прежним названием — Карельская Автономная ССР (КАССР). Её символом стал государственный флаг РСФСР с дополнительной надписью на финском и русском языках.
31 декабря 1965 года Указом Президиума Верховного Совета СССР Карельская АССР была награждена за успехи в развитии народного хозяйства Орденом Ленина.
5 июня 1970 года Карельская АССР была награждена за успехи, достигнутые в коммунистическом строительстве, Орденом Октябрьской Революции.
29 декабря 1972 года, в ознаменование 50-летия Союза ССР, Карельская АССР была награждена Орденом Дружбы народов.
24 мая 1991 года Съезд народных депутатов РСФСР преобразовал Карельскую АССР в Карельскую ССР, внеся поправку в ст. 71 конституции РСФСР 1978 года.
13 ноября 1991 года Верховный Совет Карельской АССР принял закон «Об изменениях и дополнениях Конституции Карельской АССР», в соответствии с которым Карельская АССР была преобразована в Республику Карелия.
21 апреля 1992 года новое название было отражено Съездом народных депутатов России в изменённой статье 71 Конституции РСФСР. Поправка вступила в силу с момента опубликования 16 мая 1992 года в «Российской газете».

### Основные события
Основные события в истории КАССР:
- 23.8.1937 — Вышло постановление I Всекарельской лингвистической конференции о создании единого литературного карельского языка
- 25.9.1937 — По протоколу № 41 заседания партгруппы Президиума ЦИК КАССР из состава членов ЦИК были выведены как «враги народа» Валлин Г. И., Гюллинг Э. А., Зуева П. А., Ледник И. Ф., Матилайнен А. О., Пейппо В. А., Пуонти А. С., Раасу А. М., Сонни П. П. и Степанова А. М.
- 21.2.1938 — Преобразованы в города: рабочие посёлки Кандалакша, Кондопога и село Сорока (в Беломорск) (Постановление ЦИК и СНК КАССР)
- Март 1938 — Вышел № 1-2 первого в республике ежемесячного литературно-художественного журнала «Карелия» на карельском языке
- Июль 1938 — Начал выходить киножурнал «Советская Карелия»
- 15.9.1938 — Создан Институт усовершенствования учителей при Наркомпросе Карельской АССР (Постановление СНК КАССР № 950 от 15 сентября 1938 г.)
- 23.9.1938 — Рабочий посёлок Медвежья Гора преобразован в город Медвежьегорск (Указ Президиума Верховного Совета Карельской АССР от 23 сентября 1938 г.)
- 23.9.1938 — Сорокский район переименован в Беломорский район (Указ Президиума Верховного Совета КАССР от 23 сентября 1938 г.)
- 26.9.1938 — Образован рабочий посёлок Сегежа
- Октябрь 1938 — В селе Ладва Прионежского района открыта школа-детский дом для слепых детей
- 15.1.1939 — Принято постановление СНК КАССР об открытии Карельской государственной филармонии
- 2.6.1939 — Вступил в строй завод «Северная точка» и судостроительный завод «Авангард» (г. Петрозаводск)
- 1.7.1939 — Пуск в эксплуатацию первой очереди Сегежского целлюлозно-бумажного комбината
- 17.8.1939 — Пущен в эксплуатацию Сулажгорский механизированный кирпичный завод
- 30.10.1939 — началась Советско-финская война (1939—1940)
- 1939 — Открыта детская спортивная школа в г. Петрозаводске
- Февраль 1940 — Красной армией прорвана «линия Маннергейма» на Карельском перешейке в ходе советско-финляндской войны (1939—1940)
- 12.3.1940 — Подписан мирный договор между СССР и Финляндией, который устанавливал новую линию государственной границы между двумя странами. Завершена советско-финляндская война (1939—1940)
- 31.3.1940 — Законом Верховного Совета СССР Карельская АССР преобразована в Карело-Финскую ССР с включением в состав КФССР территории, отошедшей от Финляндии к СССР на основании мирного договора между Финляндией и СССР от 12 марта 1940 г. В данном статусе республика существовала до 1956 года
- 16.7.1956 — Верховный Совет СССР принял Закон о преобразовании Карело-Финской ССР в Карельскую Автономную Советскую Социалистическую Республику и включении её в состав РСФСР
- 29.12.1956 — Открылся республиканский Дом физкультурника в г. Петрозаводске
- 7.2.1957 — Введено в эксплуатацию Суоярвское паровозное депо Сортавальского отделения Кировской (ныне — Октябрьской) железной дороги
- 1.5.1957 — Вышел первый номер газеты «Неувосто Карьяла» («Советская Карелия»)
- 1.7.1957 — В соответствии с Законом о реорганизации управления промышленностью и строительством образован Совет народного хозяйства (Совнархоз) Карельского экономического административного района
- 9.8.1957 — В составе Карельского филиала Академии наук СССР организован Институт леса
- 2.2.1958 — Состоялась I Зимняя спартакиада Карелии
- Март 1958 — Организован Сортавальский мебельно-лыжный комбинат
- 12.8.1958 — Упразднён Куркиёкский район с передачей его территории в состав Сортавальского района и Ругозерский район с передачей его территории в состав Сегежского района КАССР (Указ Президиума Верховного Совета РСФСР)
- 7.11.1958 — Состоялось открытие памятника С. М. Кирову в г. Медвежьегорске
- 15.12.1958 — Постановлением Совета Министров КАССР организован трест «Горгаз»
- 1958 — Организован Ляскельский целлюлозно-бумажный завод
- 25.1.1959 — Сдан в эксплуатацию Петрозаводский телецентр
- 17.2.1959 — Образован звероводческий совхоз «Пряжинский»
- 16.3.1959 — Принято в эксплуатацию новое здание Государственной публичной библиотеки
- Август 1959 — В г. Петрозаводске открылся комбинат бытового обслуживания
- Август 1959 — Создана республиканская библиотека для слепых
- Сентябрь 1959 — Приказом Министерства культуры КАССР организована Республиканская детская библиотека
- Апрель 1960 — Закончено строительство нового здания Петрозаводского музыкального училища
- 10.5.1960 — Состоялось открытие памятника Карлу Марксу и Фридриху Энгельсу в г. Петрозаводске
- 8.6.1960 — Состоялась церемония закладки первого камня на строительстве завода бумажного машиностроения («Тяжбуммаш»)
- 4.7.1960 — Открыт Музей изобразительных искусств в г. Петрозаводске
- 16.12.1960 — Создан Институт геологии
- Декабрь 1960 — Создан Карельский научно-исследовательский институт лесной промышленности
- 7.1.1961 — Постановление Совета Министров КАССР об организации Сегежской, Кондопожской, Суоярвской и Беломорской птицефабрик
- 1.7.1961 — Вступил в строй Ляскельский лесопильный завод
- 13.12.1961 — Пуск в эксплуатацию Выгостровской ГЭС
- 7.4.1962 — В городе Медвежьегорске открылся историко-краеведческий музей
- Июль 1962 — Состоялся визит Главы правительства Советского Союза Н. С. Хрущёва в Петрозаводск
- Июль 1962 — На базе 26-й истребительной авиационной дивизии сформирована 5-я дивизия противовоздушной обороны, части которой дислоцировались на территории Карелии
- 1.12.1962 — Учреждено Карельское отделение общества дружбы «СССР-Финляндия»
- 10.1.1963 — Открыта детская республиканская больница (Распоряжение Совета Министров КАССР)
- 2.9.1963 — Открыто Петрозаводское речное училище
- 1963 — Создан Петрозаводский лесопильно-мебельный комбинат
- 1964 — именем республики названа улица в Москве
- 7.2.1964 — Состоялось открытие санатория «Марциальные воды».
- 16.6.1964 — Постановлением ЦК КПСС и Совета Министров СССР Петрозаводскому государственному университету присвоено имя О. В. Куусинена
- 3.11.1964 — Петрозаводский завод бумагоделательного машиностроения (Тяжбуммаш) выпустил первую продукцию
- 25.11.1964 — Завершено строительство Западно-Карельской железной дороги
- Январь 1965 — Началось строительство Юшкозерской ГЭС Кемского каскада, 13 марта 1980 г. новая гидроэлектростанция вступила в строй
- 2.3.1965 — Открыто новое здание Финского драматического театра
- 14.3.1965 — Посёлок при станции Муезерка Сегежского района преобразован в рабочий посёлок городского типа Муезерский
- 20.6.1965 — Открылся новый городской аэровокзал в Петрозаводске
- 21.7.1965 — На Онежском тракторном заводе был собран первый серийный трактор ТДТ-55
- 25.8.1965 — Приказом Министерства путей сообщения СССР № 19-846 ст. Сорокская переименована в ст. Беломорск
- 21.9.1965 — Введён в эксплуатацию Беломорскоий хлебозавод
- 10.10.1965 — Введён в эксплуатацию Петрозаводский ремонтно-механический завод
- 6.12.1965 — Организовано Карельское производственное объединение лесной промышленности «Кареллеспром»
- 31.12.1965 — Опубликован Указ Президиума Верховного Совета СССР о награждении Карельской АССР орденом Ленина
- 1.1.1966 — Открыт государственный историко-архитектурный музей «Кижи»
- 28.12.1966 — В Карельской АССР образованы 4 новых района: Калевальский, Муезерский, Питкярантский и Пряжинский
- 1966 — Открытие памятника А. С. Пушкину в г. Петрозаводске
- 4.1.1967 — Вступил в строй цех каменного литья Кондопожского пегматитового завода
- 10.1.1967 — Вступила в строй Палокогорская ГЭС. С пуском 5-й электростанции Выгского каскада завершилось освоение энергоресурсов р. Выг
- 10.1.1967 — Вступила в строй Путкинская гидроэлектростанция
- 18.1.1967 — Вышло постановление Совета Министров КАССР об организации зверосовхозов: «Северный» (Лоухский район) и «Пайский» (Прионежский район)
- 19.1.1967 — Вступила в строй Суоярвская птицефабрика
- Январь 1967 — Сдан в эксплуатацию новый завод железобетонных изделий в Кондопоге
- 19.3.1967 — 2-й агрегат первым на Путкинской ГЭС был поставлен на промышленную нагрузку. Первая электростанция Кемского каскада начала свою жизнь (25.03.1967 1-й агрегат)
- 25.5.1967 — Указ Президиума Верховного Совета СССР «О награждении совхоза им. В. М. Зайцева Прионежского района КАССР орденом Ленина»
- 1.9.1967 — Открытие в Петрозаводске филиала Ленинградской государственной консерватории им. Н. А. Римского-Корсакова
- 28.10.1967 — Открылся Шелтозерский вепсский этнографический музей
- Январь 1968 — Принята в эксплуатацию помольнообогатительная фабрика в п. Чупа — первое в стране предприятие по обогащению пегматита для нужд стекольной и керамической промышленности
- 26.9.1968 — Открыт памятник А. В. Шотману в г. Петрозаводске
- 7.10.1968 — Открыт Петрозаводский машиностроительный техникум (организован на основании приказа Министерства химического и нефтяного машиностроения СССР от 10.06.1968 г)
- 24.10.1968 — Открыт памятник П. Ф. Анохину в г. Петрозаводске

Октябрь 1968 — Состоялся пуск Петрозаводского завода силикатно-стеновых материалов
- 1968 — В Петрозаводске построен и сдан в эксплуатацию хлебозавод
- 3.1.1969 — Введён в строй завод силикатных стеновых материалов в г. Петрозаводске
- 1.4.1969 — Открылся Петрозаводский хлебозавод
- 29.6.1969 — В Петрозаводске зажжён Вечный огонь Славы на могиле Неизвестного солдата
- 30.6.1969 — Создан Петрозаводский комбинат «Карельские сувениры»
- 1.7.1969 — Состоялось открытие Петрозаводского филиала ленинградского производственного объединения «Светлана»
- 22.7.1969 — Постановлением Совета Министров РСФСР Петрозаводскому заводу «Тяжбуммаш» присвоено имя В. И. Ленина
- 7.11.1969 — В Петрозаводске создан Северный научно-исследовательский институт озёрного и речного хозяйства (СевНИОРХ)
- 5.6.1970 — Опубликован Указ Президиума Верховного Совета СССР о награждении КАССР орденом Октябрьской революции за успехи в развитии экономики и культуры
- 27.7.1970 — В Медвежьегорском районе учреждён Кумсинский государственный региональный охотничий заказник. В Суоярвском районе учреждён Салмиярвский государственный региональный охотничий заказник
- 10.12.1970 — Указом Президиума Верховного Совета РСФСР в Карельской АССР образован Лахденпохский район и упразднён Сортавальский район
- 4.1.1971 — Вышел Указ Верховного Совета СССР о награждении Кондопожского ЦБК им. С. М. Кирова орденом Ленина
- 6.1.1971 — Указом Верховного Совета СССР Онежский тракторный завод награждён орденом Октябрьской революции
- 17.12.1971 — Первый гидроагрегат Подужемской ГЭС дал промышленный ток
- 30.12.1971 — Вступил в строй Кондопожский камнеобрабатывающий завод
- 1971 — В г. Петрозаводске при Институте леса Карельского филиала АН СССР создана Малая лесная академия — научное общество старшеклассников
- 22.3.1972 — Организован Петрозаводский коммунально-строительный техникум
- 31.3.1972 — Вступил в строй Кондопожский шунгитовый дробильно-сортировочный завод
- 2.4.1972 — Открытие трикотажной фабрики Министерства бытового обслуживания
- Май 1972 — Открыт коммунально-строительный техникум в г. Петрозаводске
- 20.6.1972 — В Лоухском районе учреждён Керетский государственный региональный охотничий (зоологический) заказник
- Июль 1972 — В Карелии впервые состоялась стомильная гонка крейсерских яхт «Онежская регата»
- 4.11.1972 — Сдан в эксплуатацию Медвежьегорский канифольно-экстракционный завод
- 29.12.1972 — В ознаменование 50-летия образования СССР Карельская АССР награждена орденом Дружбы народов
- 1972 — Образован Петрозаводский опытно-экспериментальный завод Министерства ЖКХ РСФСР
- 1972 — В г. Петрозаводске вступила в строй швейная фабрика «Северянка»
- 22.6.1973 — Открыт памятник О. В. Куусинену в г. Петрозаводске
- 13.7.1973 — Введён в действие Медвежьегорский порт-автомат
- Сентябрь 1973 — Сдан в эксплуатацию Ладожский карьер гранитных блоков
- 27.12.1973 — Введён в эксплуатацию Петрозаводский шунгизитовый завод
- 26.1.1974 — Карельская АССР награждена орденом Дружбы народов
- 4.7.1974 — Вступил в строй Петрозаводский радиозавод
- Декабрь 1975 — Вошла в строй Сунская птицефабрика
- Декабрь 1975 — Принято в эксплуатацию здание нового речного вокзала в г. Петрозаводске
- 16.2.1976 — Указом Верховного Совета СССР Петрозаводский завод тяжёлого машиностроения им. В. И. Ленина (Тяжбуммаш) награждён орденом Трудового Красного Знамени
- 1.1.1977 — Открылась Детско-юношеская спортивная школа по боксу
- Январь 1977 — Пущена в эксплуатацию первая очередь Петрозаводской ТЭЦ
- 26.7.1977 — В городе Олонце состоялось торжественное открытие памятника В. И. Ленину
- 24.8.1977 — Зарегистрирован вновь возникший на территории строящегося Костомукшского горнообогатительного комбината населѐнный пункт с присвоением ему названия Костомукша
- 30.5.1978 — Принята новая Конституция Карельской АССР
- 4.8.1978 — г. Петрозаводск награждён орденом Трудового Красного знамени (Указ Президиума Верховного Совета СССР)
- 14.9.1978 — Состоялась церемония закладки первого камня в фундамент Костомукшского горнообогатительного комбината, в которой приняли участие президент Финляндии Урхо Кекконен и Председатель Совета Министров СССР А. Н. Косыгин
- 28.8.1979 — На островах Валаамского архипелага Ладожского озера организован Валаамский историко-архитектурный и природный музей-заповедник
- 25.1.1982 — В Сегежском районе учреждён Кяменицкий государственный региональный охотничий заказник
- 8.6.1982 — Указом Президиума Верховного Совета СССР Финский драматический театр награждён орденом Дружбы народов
- 5.10.1982 — Вступила в строй первая очередь Костомукшского ГОКа
- 25.4.1983 — Рабочий посёлок Костомукша Калевальского района КАССР преобразован в город республиканского подчинения (Указ Президиума Верховного Совета РСФСР от 25 апреля 1983 г.)
- Февраль 1984 — Введён в эксплуатацию Кондопожский комбикормовый завод
- В соответствии с указами Президиума Верховного Совета Карельской АССР от 25 августа 1987 г. и Президиума Верховного Совета РСФСР от 17 ноября 1987 г. из Карельской АССР в Мурманскую область была передана территория размером 2,2 км². — посёлок у станции Пояконда
- 20.4.1989 — Советом Министров Карельской АССР принято постановление об утверждении алфавитов карельского и вепсского языков и сводов правил орфографии. Правовое закрепление получили алфавиты карельского языка (ливвиковское наречие) на латинской основе и вепсского языка на латинской и кириллической основах
- 22.9.1989 — В Медвежьегорском районе учреждён государственный федеральный зоологический заказник «Кижский»
- 23.2.1990 — В Лоухском районе, на побережье Белого моря, учреждён государственный региональный ландшафтный заказник «Полярный Круг»
- 4.6.1990 — Постановлением Президиума Верховного Совета, Совета Министров КАССР, Карельского Обкома КПСС создана республиканская газета на карельском языке «Ома муа» («Наша земля»)
- 20.7.1990 — Святейший Синод принял решение о представлении самостоятельности Олонецкой епархии
- 9.8.1990 — Верховным Советом республики была принята Декларация о государственном суверенитете Карельской АССР
- 12.12.1990 — Историко-архитектурный комплекс на острове Кижи включён комитетом ЮНЕСКО в список всемирного культурного наследия
- 19.4.1991 — Комплекс культовых и административно-хозяйственных зданий и сооружений Спасо-Преображенского Валаамского мужского монастыря был передан Русской Православной Церкви
- 20.4.1991 — Принято Постановление Совета Министров РСФСР о создании на территории КАССР и Архангельской области государственного природного национального парка «Водлозерский»
- 26.8.1991 — Приостановление деятельности КПСС в КАССР
- 13.11.1991 — Карельская Автономная Советская Социалистическая республика преобразована в Республику Карелию

## Административное деление
После преобразования Карело-Финской ССР в КАССР продолжались изменения административно-территориального устройства.
В 1957 году были ликвидированы районы: Питкярантский (территории вошли в Сортавальский и Олонецкий районы) и Петровский (территории вошли в Суоярвский и Кондопожский районы).
По Указу Президиума Верховного Совета РСФСР от 12 августа 1958 года были упразднены Куркийокский район (территория вошла в состав Сортавальского района) и Ругозерский район (территория вошла в состав Сегежского района).
Указом Президиума Верховного Совета РСФСР от 11 марта 1959 года упразднён Заонежский район, территория которого включена в Медвежьегорский район.
К началу 1963 года Карельская АССР состояла из 13 административных районов: Беломорского, Калевальского, Кемского, Кондопожского, Лоухского, Медвежьегорского, Олонецкого, Прионежского, Пряжинского, Пудожского, Сегежского, Сортавальского и Суоярвского.
В декабре 1966 года были образованы Муезерский район (части территории Сегежского и Суоярвского районов) и Питкярантский район (части территории Олонецкого и Сортавальского районов).
В декабре 1970 года воссоздан Лахденпохский район (бывший Куркийокский), территория которого с 1958 года входила в состав Сортавальского района.
25 апреля 1983 года принято решение Верховного Совета РСФСР об образовании города Костомукша.

### Состав КАССР (1991 г.)
- Беломорский район (1927—1991), с 1940—1956 гг. в составе Карело-Финской ССР, с 1927 по 1938 гг. наименование — Сорокский район, в 1962—1965 гг. наименование — Беломорский промышленный район.
- Калевальский район (1927—1940, 1956—1962, 1967—1991), с 1940—1956 гг. в составе Карело-Финской ССР.
- Кемский район (1927—1940, 1956—1991), с 1940—1956 гг. в составе Карело-Финской ССР, в 1962—1965 гг. название — Кемский промышленный район.
- Кондопожский район (1927—1940,1956—1991), с 1940 по 1941, 1944—1956 гг. в составе Карело-Финской ССР, с 1962 по 1965 гг. название — Кондопожский промышленный район.
- Лахденпохский район (1970—1991).
- Лоухский район (1927—1940, 1956—1962, 1965—1991), в 1940—1941, 1945—1956 в составе Карело-Финской ССР.
- Медвежьегорский район (1927—1940, 1956—1991), в 1940—1956 в составе Карело-Финской ССР (в 1941—1944 гг., центр — Сегежа), в 1962—1965 гг. название — Медвежьегорский сельский район.
- Муезерский район (1967 —— 1991).
- Олонецкий район (1927—1940, 1956—1991), в 1940—1941, 1944—1956 в составе Карело-Финской ССР, в 1962—1965 гг. название — Олонецкий сельский район.
- Питкярантский район (1956—1957, 1967—1991), с 1940—1941, 1944—1956 в составе Карело-Финской ССР. С 1940 года центр — село Салми (посёлок), с 1944 г. центр — село Импилахти, с 1952 г. центр — Питкяранта.
- Прионежский район (1927—1931, 1935—1940, 1956—1991), с 1940—1941, 1944—1956 в составе Карело-Финской ССР, в 1962—1965 гг. название — Прионежский сельский район. Центр (1946—1963) — Ладва (Карелия).
- Пряжинский район (1930—1940, 1956—1962, 1965—1991), с 1940—1941, 1944—1956 в составе Карело-Финской ССР.
- Пудожский район (1927—1940, 1956—1991), с 1940 1941, 1944—1956 гг. в составе Карело-Финской ССР, в 1962—1965 гг. название — Пудожский промышленный район.
- Сегежский район (1927—1929, 1956—1991), с 1945 по 1956 год в составе Карело-Финской ССР, в 1962—1965 гг. название — Сегежский промышленный район. Центр — Надвоицы (Вожмосалма), с 1929 года — Майгуба, с 1945 года — Сегежа.
- Сортавальский район (1956—1962, 1965—1991), в 1940—1941, 1944—1956 гг. в составе Карело-Финской ССР.
- Петрозаводск — город республиканского подчинения.
- Костомукша (1983—1991) — город республиканского подчинения.
- Сортавала (1970—1991) — город республиканского подчинения[10].

## Этнический состав населения[11]
|          | перепись 1939    | перепись 1959    | перепись 1970    | перепись 1979    | перепись 1989    |
| -------- | ---------------- | ---------------- | ---------------- | ---------------- | ---------------- |
| Русские  | 296 529 (63,2 %) | 412 773 (62,7 %) | 486 198 (68,1 %) | 522 230 (71,3 %) | 581 571 (73,6 %) |
| Карелы   | 108 571 (23,2 %) | 85 473 (13,0 %)  | 84 180 (11,8 %)  | 81 274 (11,1 %)  | 78 928 (10,0 %)  |
| Белорусы | 4263 (0,9 %)     | 71 900 (10,9 %)  | 66 410 (9,3 %)   | 59 394 (8,1 %)   | 55 530 (7,0 %)   |
| Украинцы | 21 112 (4,5 %)   | 23 569 (3,6 %)   | 27 440 (3,8 %)   | 23 765 (3,2 %)   | 28 242 (3,6 %)   |
| Финны    | 8322 (1,8 %)     | 27 829 (4,2 %)   | 22 174 (3,1 %)   | 20 099 (2,7 %)   | 18 420 (2,3 %)   |
| Вепсы    | 9392 (2,0 %)     | 7179 (1,1 %)     | 6323 (0,9 %)     | 5864 (0,8 %)     | 5954 (0,8 %)     |
| Другие   | 20 709 (4,4 %)   | 29 869 (4,5 %)   | 20 726 (2,9 %)   | 19 565 (2,7 %)   | 21 505 (2,7 %)   |

## Руководство КАССР

### Председатели ПрезидиумаВерховного Совета Карельской АССР
- Николай Архипов (декабрь 1936 — ноябрь 1937)
- Марк Горбачёв (ноябрь 1937 — 31 марта 1940)
- Павел Прокконен (16 июля 1956 — 18 июля 1979)
- Николай Калинин (и. о.) (18 июля — 18 августа 1979)
- Иван Манькин (18 августа 1979 — 9 марта 1984)
- Николай Калинин (и. о.) (9 марта — 18 апреля 1984)
- Иван Сенькин (18 апреля 1984 — 12 декабря 1985)
- Виктор Черемовский (и. о.) (12 декабря 1985 — 21 января 1986)
- Кузьма Филатов (21 января 1986 — 27 декабря 1989)
- Виктор Степанов (27 декабря 1989 — 18 апреля 1990)

### Первые секретариКарельского обкома ВКП(б)/КПСС
- Ирклис, Пётр Андреевич — первый секретарь Карельского обкома ВКП(б) в (1935 год, август — 1937 год, июль)
- Куприянов, Геннадий Николаевич — первый секретарь Карельского обкома ВКП(б) и ЦК компартии КФССР (1938 год, июнь — 1950 год, январь)
- Кондаков, Александр Андреевич — первый секретарь ЦК компартии КФССР (1950 год, январь — 1950 год, сентябрь)
- Егоров, Александр Николаевич — первый секретарь ЦК компартии КФССР (1950 год, сентябрь — 1955 год, август)
- Лубенников, Леонид Игнатьевич — первый секретарь ЦК компартии КФССР и Карельского обкома КПСС (1955 год, август — 1958 год, сентябрь)
- Сенькин, Иван Ильич — первый секретарь Карельского обкома КПСС (1958 год, сентябрь — 1984 год, апрель)
- Степанов, Владимир Севастьянович — первый секретарь Карельского обкома КПСС (1984 год, апрель — 1989 год, ноябрь)
- Кирьянов, Николай Яковлевич — первый секретарь Карельского обкома КПСС (1989 год, ноябрь — 1991 год, май), первый секретарь Карельского рескома Компартии РСФСР (1991 год, май — 1991 год, сентябрь)

### Председатели СНК, Совета Министров
- Бушуев, Павел Иванович (1935 год, ноябрь — 1937 год, август)
- Соляков, Пётр Васильевич (1937 год, октябрь — 1940 год, июль)
- Прокконен, Павел Степанович (1940 год, июль — 1947 год, август) (КФССР)
- Виролайнен, Вольдемар Матвеевич (1947 год, август — 1950 год, февраль) (КФССР)
- Прокконен, Павел Степанович (1950 год, февраль — 1956 год, июль) (КФССР)
- Беляев, Иван Степанович (1956 год, август — 1967 год, март)
- Кочетов, Андрей Алексеевич (1967 год, апрель — 1984 год, декабрь)
- Иванов, Юрий Николаевич (1984 год, декабрь — 1989 год, декабрь)
- Блинников, Сергей Петрович (1989 год, декабрь — 1994 год, март)